# Ду, Александр
Александр Ду Лифу (кит. 亞歷山大·杜立福; 17 января 1923 — 16 декабря 2003) — священник Китайской православной церкви, служивший в Пекине.

## Биография
Родился 17 января 1923 года на территории Русской духовной миссии в Пекине в семье албазинцев. В юности обучался в школе при миссии.
В 1950 году окончил годичные курсы по подготовке священнослужителей в Российской духовной миссии в Китае и в том же году был рукоположён в священнический сан начальником Русской духовной миссии в Пекине архиепископом Пекинским Виктором (Святиным), служил в пекинских храмах до их закрытия в 1966 году.
В 1986 году был открыт Покровский храм в Харбине. Однако неоднократные обращения священника Александра Ду и его пекинской паствы к городским властям с просьбой зарегистрировать общину и разрешить совершение общественных богослужений не встретили согласия.
С 1997 года регулярно участвовал в богослужениях, совершавшихся приезжающими священниками на территории посольства России в КНР, приобщался Святых Христовых Таин. В 1998 году патриарх Московский и всея Руси Алексий наградил его орденом святителя Иннокентия Московского II степени за миссионерские и пастырские труды, а в 2001 году — наперсным крестом с украшениями.
В 2000 году Пекин посетил архиепископ Австралийско-Новозеландский Иларион (Капрал), который встретился с протоиереем Александром Ду.
За три недели до кончины отца Александра священник Дионисий Поздняев причастил его на дому.
Скончался 16 декабря 2003 года в городской больнице Пекина после тяжёлой и продолжительной болезни. 18 декабря отец Дионисий Поздняев, за неимением в Пекине православных храмов, совершил чин погребения в римо-католическом соборе Наньтан в южной части города. На это было получено разрешение властей и католического архиепископа Пекинского Михаила Фу Тешаня. Похоронен на городском кладбище Бабаошань.